# Vallouise
Vallouise foi uma comuna francesa na região administrativa da Provença-Alpes-Costa Azul, no departamento de Altos-Alpes. Estendia-se por uma área de 68,58 km². Em 2010 a comuna tinha 742 habitantes (densidade: 10,8 hab./km²).
Em 1 de janeiro de 2017, passou a formar parte da nova comuna de Vallouise-Pelvoux.